# Limba aragoneză
Limba aragoneză (aragonés, luenga aragonesa) este o limbă romanică vorbită în Aragon de aproximativ 10.000—30.000 persoane. Nu are un statut de limbă oficială în nicio țară, dar a fost, în Evul Mediu, limba oficială în Regatul Aragonului, împreună cu limba latină.
1. ↑  Language